# 儒尼尼奧·巴庫納
儒尼尼奧·巴庫納（英語：Juninho Bacuna；1997年8月7日—）是一名足球運動員，司職中場，現時效力沙特职业足球联赛球會，及代表庫拉索國家足球隊。

## 球會生涯

### 格羅寧根
巴庫納是格羅寧根的青訓球員，在2015年2月5日首次在荷甲上場，參加作客對艾美路荷華高斯的比賽，他在比賽79分鐘換入，最終球隊以2-2戰平。在2014/15球季荷蘭盃賽事決賽，他以替補身份上場助球隊擊敗衛冕的PEC施禾利，使球隊取得參加來季欧足联欧洲联赛資格。

### 哈德斯菲尔德
2018年6月20日，他轉會至英超球會哈德斯菲尔德，簽約三年，球會擁有一年延長權。10月27日，他在作客沃特福德比賽中首次參加英超，在78分鐘換入，球隊最終輸3-0。2019年3月16日，他打進在球會首顆進球，但最終仍是以4-3輸給西汉姆联。
2019/20球季，球隊降級至英冠參賽，而哈德斯菲尔德的季初成績差劣，首9場比賽只取得2分，而巴庫納在2019年10月1日對斯托克城的比賽中打進全場唯一進球，使球隊取得賽季首勝。
2021年5月11日，球會行駛了他合約的一年延長權，使巴庫納留隊效力至21/22球季季末。

### 流浪者
2021年8月19日，蘇超球會流浪者簽下巴庫納。球會在當天2021–22年歐霸盃外圍賽及附加賽圈對艾拉斯克特的比賽半場休息期間，向球迷公佈這項交易。

### 伯明翰城
2022年1月27日，巴庫納回到英格蘭踢球，加盟英冠的伯明翰並簽約三年半，轉會費不對外公佈。2月12日以3-0擊敗盧頓鎮的比賽中，他打進在伯明翰首顆進球，效力首季共在球會上場17次，交出2球3助攻成績。
2022/23球季，他受到新教練约翰·尤斯塔斯的賞識，並出任翼衛位置，並期間在對赫尔城的比賽中取得入球，該進球被列入全球最佳進球侯選名單中。這季在聯賽共上場43交出2入球和6助攻。

## 國家隊生涯
巴庫納曾代表荷蘭U18、U20和荷蘭U21參加國際賽。他代表U20上場11次，U21上場3次，其中在以4-1大勝玻利維亞U20比賽中打進兩球。
2019年，他以血統關係轉籍代表庫拉索，並參加2019–20年中北美洲及加勒比海國家聯賽A及上場4次及一次國際比賽。

## 個人生活
巴庫納的哥哥莱安多·巴库纳也是名職業足球員。